# Jaouad Achab
Jaouad Achab (20 augustus 1992) is een Belgisch taekwondoka van Marokkaanse afkomst. Achab was in 2015 wereldkampioen in de categorie tot 63 kg.

## Biografie
Jaouad Achab werd geboren in Marokko en verhuisde in 2009 naar België. Hij werd opgemerkt door Karim Dighou die hem ertoe overhaalde te komen trainen op de topsportschool in Wilrijk. In maart 2013 kreeg Achab de Belgische nationaliteit. Een jaar later veroverde hij de Europese titel in de categorie tot 63 kg. In diezelfde categorie werd hij in mei 2015 wereldkampioen. In de finale versloeg bij toenmalig olympisch kampioen Joel Gonzalez Bonilla.

## Palmares

### Olympische Spelen
- 2016: 5e (-68 kg)

### WK
- 2013: 1/8 finale (-63 kg)
- 2015:  (-63 kg)
- 2017: 1/4 finale (-63 kg)
- 2019:  (-63kg)

### EK
- 2014:  (-63 kg)
- 2016:  (-63 kg)
- 2018: 1/4 finale (-63 kg)
- 2019:  (-63 kg)

### Grand Prix
- GP Manchester (-68 kg)
- GP Final - Mexico City (-68 kg)
- GP Final - Baku (-68 kg)
- 5e GP Final - Moscow (-68 kg)
- 5e GP Final - Ivoorkust (-68 kg)

## link
- Profiel van Jaouad Achab op www.taekwondodata.de

1982 Annie Lambrechts · 1983 Eddy Annys · 1984 Ingrid Berghmans · 1985 niet uitgereikt · 1986 William Van Dijck · 1987 Wim Van Belleghem · 1988 Robert Van de Walle · 1989 niet uitgereikt · 1990 Ulla Werbrouck · 1991 Sabine Appelmans · 1992 Annelies Bredael · 1993 Gella Vandecaveye · 1994 Brigitte Becue · 1995 Fred Deburghgraeve · 1996 Luc Van Lierde · 1997 Stefan Everts · 1998 Sven Nys · 1999 Marleen Renders · 2000 Filip Meirhaeghe · 2001 Kim Clijsters · 2002 Kim Gevaert · 2003 Benny Vansteelant · 2004 Gino De Keersmaeker · 2005 Kathleen Smet · 2006 Tia Hellebaut · 2007 estafetteploeg 4x100m dames · 2008 Kenny De Ketele · 2009 Tom Goegebuer · 2010 Cédric Van Branteghem · 2011 Evi Van Acker · 2012 Hans Van Alphen and Marieke Vervoort · 2013 Frederik Van Lierde · 2014 Bart Swings · 2015 Jaouad Achab · 2016 Peter Genyn · 2017 Seppe Smits · 2018 Nina Derwael · 2019 Emma Meesseman · 2020 niet uitgereikt · 2021 Belgische hockeyploeg (mannen) · 2022 Remco Evenepoel  · 2023 Lotte Kopecky